# Радар

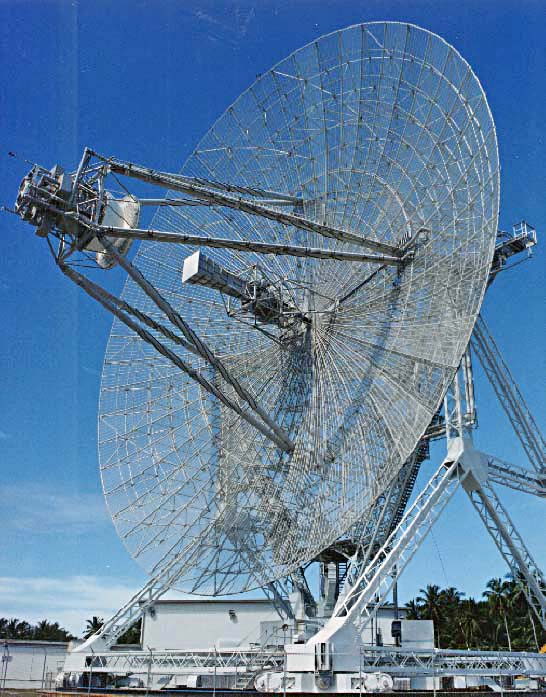
ALTAIR, класичний радар далекої дії на атолі Кваджалейн для детекції космічних об'єктів

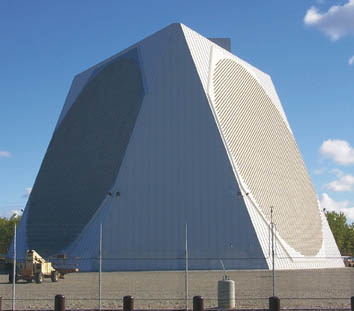
PAVE PAWS, радар на військовій базі Клеар, Аляска, побудований за методом фазованих антенних ґраток.

Радіолокаці́йна ста́нція (РЛС) або рада́р (від англ. radar — скорочення від radio detection and ranging, «радіохвильове виявлення та визначення відстані») — система для виявлення повітряних, морських та наземних об'єктів, а також для визначення їхньої дальності та географічних параметрів. Використовує метод, заснований на випромінюванні радіохвиль і реєстрації їх віддзеркалень від об'єктів. Англійський термін-акронім з'явився у 1941 році, згодом у його написанні великі букви були замінені малими.

## Історія
1887 року німецький фізик Генріх Герц розпочав експерименти, з ходом яких відкрив існування електромагнітних хвиль, передбачених теорією Джеймса Максвелла. Герц навчився генерувати і вловлювати електромагнітні радіохвилі та виявив, що вони по-різному поглинаються і відбиваються різними матеріалами.

Попутно з роботами з радіозв'язку, російський інженер О. С. Попов, зробив ще одне важливе відкриття. У 1897 році під час дослідів з радіозв'язку між кораблями, він виявив явище відбиття радіохвиль від судна. Радіопередавач було встановлено на верхньому містку транспорту «Європа», що стояв на якорі, а радіоприймач — на крейсері «Африка». У звіті комісії, призначеної для проведення цих дослідів, Попов писав:
«Вплив суднової обстановки позначається у наступному: усі металеві предмети (щогли, труби, снасті) мають заважати дії приладів як на станції відправлення, так і на станції отримання, бо потрапляючи на шляху електромагнітної хвилі, вони порушують її правильність, часто подібно тому, як діє на звичайну хвилю, що поширюється поверхнею води, брекватер, частково внаслідок інтерференції хвиль, у них порушених, з хвилями джерела, тобто впливають несприятливо.» 
а також:
«Спостерігався також вплив проміжного судна. Так, під час дослідів між „Європою“ й „Африкою“ потрапляв крейсер „Лейтенант Ільїн“, і якщо це траплялося за великих відстаней, то взаємодія приладів припинялася, поки судна не сходили з однієї прямої лінії.»
1905 року X. Хюльсмейеру було видано німецький патент, за заявкою ідеї радіолокатора від 30 квітня 1904. У США відкриття відбиття радіохвиль, приписують Тейлору і Юнгу в 1922 році.
Один з перших пристроїв, призначених для радіолокації повітряних об'єктів, продемонстрував 26 лютого 1935 року шотландський фізик Роберт Ватсон-Ватт, який приблизно за рік до цього отримав перший патент на винахід подібної системи.
У другій половині 1930-х англійці почали встановлювати на своїх кораблях перші радари.
У США перший контракт військових з промисловістю було укладено 1939 року.
Розпочата Друга світова війна зажадала ефективних заходів боротьби з нальотами німецької авіації. Влітку 1940 року британські інженери під керівництвом Генрі Тізарда розробили резонансний магнетрон, що став основою нової ефективної бортової радарної системи сантиметрового діапазону, якою на початку 1941 року було оснащено американські та британські літаки.

### В СРСР
У Радянському Союзі, до складу якого, на правах союзної держави, до 1991 року входила Україна, усвідомлення потреби засобів виявлення авіації, вільних від вад звукового та оптичного спостереження, призвело до розгортання досліджень у галузі радіолокації. Ідея, запропонована молодим артилеристом Павлом Ощепковим, отримала схвалення вищого командування: наркома оборони СРСР К. Є. Ворошилова та його заступника — М. Н. Тухачевського.
1932 року на базі Ленінградського фізико-технічного інституту, було створено Ленінградський електрофізичний інститут (ЛЕФІ) під керівництвом А. А. Чернишова, у якому проводилися дослідні та дослідно-конструкторські роботи з радіолокації. 1935 року ЛЕФІ було розформовано, а на його базі організовано «закритий» інститут НДІ-9 з оборонною тематикою, що охоплювала і радіолокацію. Науковим керівником його, став М. О. Бонч-Бруєвич. Роботи з радіолокації було розпочато і в Українському фізико-технічному інституті (УФТІ) у Харкові. До початку війни зусиллями вчених та інженерів ЛЕФІ, НДІ-9 та інших організацій, було створено дослідні наземні радіолокаційні станції. 3 січня 1934 року у СРСР було успішно проведено експеримент з виявлення літака радіолокаційним методом. Літак, що летів на висоті 150 метрів, було виявлено на дальності 600 метрів від радарної установки. Дослід було організовано представниками Ленінградського Інституту Електротехніки та Центральної радіолабораторії. Керував експериментом військовий інженер М. М. Лобанов, який, за свідченням академіка Ю. Б. Кобзарева, був першим, хто переконав промисловість перейнятися проблемою радіолокації. 1934 року, маршал Тухачевський у листі уряду СРСР написав: «Досліди з виявлення літаків за допомогою електромагнітного променя підтвердили правильність покладеного в основу принципу». Радянський військовий інженер П. К. Ощепков, у співпраці з Ленінградським електрофізичним інститутом, сконструював експериментальний апарат, здатний виявляти повітряне судно у межах 3 км від приймача. Але надалі дослідні роботи було уповільнено через арешт НКВС П. Ощепкова та відправлення до ГУЛАГу. Першу дослідну установку «Рапід» було випробувано у тому ж році, а 1936 року радянська сантиметрова радіолокаційна станція «Буря» засікала літак з відстані 10 кілометрів. Перші РЛС в СРСР, прийнято на озброєння РСЧА і випускалися серійно, були: РУС −1 — з 1939 року і РУС −2 — з 1940 року. Під час війни програму зі створення радянських радарів, очолював інженер — адмірал Аксель Берг, відомості про американські розробки, добувала радянська розвідка. Перший у Радянському Союзі авіаційний радіолокатор, Гнейс-2, було введено в експлуатацію у червні 1943 року на літаку Пе-2. 1946 року американські фахівці — Реймонд і Хачертон, колишній співробітник посольства США у Москві, написали: « Радянські вчені успішно розробили теорію радара за кілька років до того, як радар було винайдено у Англії».

## Класифікація

Принцип дії імпульсного локатора

### За сферою застосування розрізняють

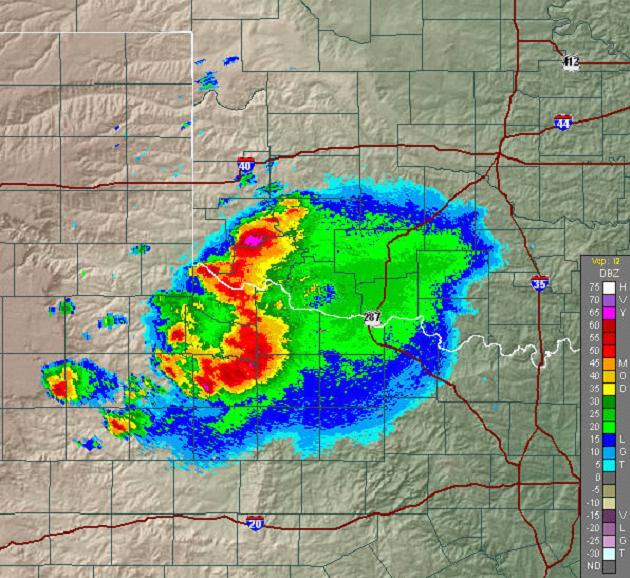
Знімок метеорологічного радара

- військові РЛС
- цивільні РЛС

### За призначенням
- РЛС виявлення
- РЛС управління і стеження
- панорамні РЛС
- РЛС бічного огляду
- метеорологічні РЛС
- РЛС цілевказівні
- РЛС контрбатарейної боротьби
- РЛС огляду обстановки
- Поліцейський радар
- РЛС виміру швидкості снарядів для артилерійських систем (та контрбатарейна РЛС)

### За характером носія
- берегові РЛС;
- морські РЛС
- бортові РЛС
- мобільні РЛС

### За типом дії
- первинні або пасивні
- вторинні або активні
- суміщені

### За методом дії

Визначення відстані до літака

- Визначення відстані до літаканадобрійний радіолокатор
- заобрійний радіолокатор

### За діапазоном хвиль
- метрові
- дециметрові
- сантиметрові
- міліметрові

## Первинний радіолокатор
Первинний (пасивний) радіолокатор, в основному, служить для виявлення цілей, висвітлюючи їх електромагнітною хвилею і потім приймаючи відбиття (луну) цієї хвилі від цілі. Оскільки швидкість електромагнітних хвиль постійна (швидкість світла), стає можливим визначити відстань до цілі, ґрунтуючись на вимірюванні різних параметрів розповсюдження сигналу.
В основі пристрою радіолокаційної станції лежать три складові: передавач, антена і приймач.
Передавач (передавальний пристрій) є джерелом електромагнітного сигналу високої потужності. Він може являти собою потужний імпульсний генератор. Для імпульсних РЛС сантиметрового діапазону — зазвичай, магнетрон або імпульсний генератор, що працює за схемою: задавальний генератор — потужний підсилювач, який використовує як генератор, найчастіше, лампу біжучої хвилі (ЛБХ), а для РЛС метрового діапазону, часто застосовують тріодну лампу. РЛС, які використовують магнетрони, некогерентні або псевдо-когерентні, на відміну від РЛС на основі ЛБХ. Залежно від конструкції, передавач працює або в імпульсному режимі, формуючи повторювані короткі потужні електромагнітні імпульси, або випромінює безперервний електромагнітний сигнал.
Антена виконує фокусування сигналу передавача і формування діаграми спрямованості, а також, приймання відбитого від цілі сигналу та передавання цього сигналу у приймач. Залежно від реалізації прийняття відбитого сигналу, може здійснюватися або тією -ж самою антеною, чи іншою, яка іноді може розташовуватися на значній відстані від передавального пристрою. У разі, якщо передавання та приймання поєднано в одній антені, ці дві дії виконуються почергово, а щоби потужний сигнал, що проникає від передавача у приймач, не засліпив приймач слабкої луни, перед приймачем розміщують спеціальний пристрій, який закриває вхід приймача у мить випромінювання зондувального сигналу.
Приймач (приймальний пристрій) виконує посилення й обробку прийнятого сигналу. У найпростішому випадку, підсумковий сигнал подається на променеву трубку (екран), яка показує зображення, синхронізоване з рухом антени.

## Методи вимірювання відбитого сигналу

### Частотний метод
Частотний метод вимірювання дальності, засновано на використанні частотної модуляції випромінюваних безперервних сигналів. У цьому методі, за період випромінюється частота, яка змінюється за лінійним законом від f1 до f2. Відбитий сигнал прийде модульованим лінійно у мить часу, що передує теперішньому, на час затримки. Таким чином, частота відбитого сигналу, прийнятого на РЛС, буде пропорційно залежати від часу. Час запізнювання визначається за різкою зміною у частоті різницевого сигналу.
переваги:
- дозволяє вимірювати дуже малі дальності;
- використовується малопотужний передавач;

хиби:
- потрібне використання двох антен;
- погіршення чутливості приймача внаслідок просочування крізь антену в приймальний тракт випромінювання передавача, підданого випадковим змінам;
- високі вимоги до лінійності зміни частоти;

### Фазовий метод
Фазовий (когерентний) метод радіолокації засновано на виділенні й аналізі різниці фаз відправленого та відбитого сигналів, яка виникає через ефект Доплера, коли сигнал відбивається від рухомого об'єкту. У цьому разі, передавальний пристрій може працювати як безперервно, так і в імпульсному режимі. В одночастотному режимі випромінювання основною перевагою даного методу є те, що він «дозволяє спостерігати лише рухомі об'єкти, а це усуває перешкоди від нерухомих предметів, розташованих між приймальною апаратурою та спостережним об'єктом або за ним» (селекція рухомих цілей).

Ефект Доплера

Однозначний діапазон виміру дальності при одночастотному зондуванні визначається за виразом:
{\displaystyle D_{max}={c \over 2f}},
де {\displaystyle \;c} — швидкість світла;
{\displaystyle \;f} — частота випромінювання.
Щоб розширити діапазон однозначного виміру дальності, на практиці використовують складніші схеми, в яких присутні дві або більше частот. У цьому випадку однозначна дальність визначається максимальним частотним рознесенням {\displaystyle \delta {f}} випромінюваних сигналів:
{\displaystyle D_{max}={c \over 2{\delta {f}}}}.
Переваги:
- малопотужне випромінювання, оскільки генеруються незгасні коливання;
- точність не залежить від доплерівського зсуву частоти відбиття;
- досить простий пристрій;

Вади:
- відсутність здатності розрізняти дальність (усувається за рахунок використання багаточастотних сигналів[1]);
- погіршення чутливості приймача внаслідок проникнення крізь антену в приймальний тракт, випромінювання передавача, підданого випадковим змінам.

### Імпульсний метод
Сучасні радари супроводу побудовано як імпульсні радари. Імпульсний радар передає випромінювальний сигнал тільки протягом дуже короткого часу, коротким імпульсом (зазвичай приблизно мікросекунда), після чого переходить у режим приймання та слухає відлуння, відбите від цілі, у той час як випромінений імпульс поширюється у просторі.
Оскільки імпульс йде далеко від радара з постійною швидкістю, між часом, що пройшов з миті посилання імпульсу до миті отримання луна-відповіді, та відстанню до цілі — пряма залежність. Наступний імпульс можна послати лише за деякий час, а саме після того, як імпульс прийде назад (це залежить від дальності виявлення радара, потужності передавача, посилення антени, чутливості приймача). Якщо імпульс посилати раніше, то відлуння попереднього імпульсу від віддаленої цілі, може бути поплутано з луною другого імпульсу від близької цілі. Проміжок часу між імпульсами називають інтервалом повторення імпульсу, зворотна до нього величина — важливий параметр, який називають частотою повторення імпульсу (ЧПІ). Радари низької частоти далекого огляду, зазвичай, мають інтервал повторення у кілька сотень імпульсів на секунду. Частота повторення імпульсів є однією з характерних ознак, за якими можливе дистанційне визначення моделі РЛС.
Переваги імпульсного методу вимірювання дальності:
- можливість побудови РЛС з однією антеною;
- простота індикаторного пристрою;
- зручність вимірювання дальності кількох цілей;
- простота випромінюваних імпульсів, що тривають дуже короткий час, і прийнятих сигналів;

Хиби:
- потреба використання великих імпульсних потужностей передавача;
- неможливість вимірювання малих дальностей;
- велика мертва зона;

## Хвильовий радар
Використовується задля вимірювання океанських хвиль з застосуванням морських радарів.
Вітрові хвилі можна виміряти за допомогою декількох радіолокаційних способів дистанційного зондування. Користувачеві доступно кілька приладів, заснованих на безлічі різних концепцій і методів, і усі вони часто називаються хвильовими радарами.
Прилади, які засновано на радіолокаційних методах дистанційного зондування, мають особливий інтерес у тих випадках, де є небажаним, прямий контакт з поверхнею води й треба уникнути структурної перешкоди.

### Радар дистанційного зондування
Терміни та визначення
В основному є два різні класи дистанційних радіолокаційних давачів для вивчення океанських хвиль.
Прямий давач вимірює безпосередньо деякі з відповідних параметрів системи хвиль (наприклад, висоту поверхні або швидкості частинок води).
Непрямі давачі спостерігають поверхневі хвилі через взаємодію з будь-яким іншим фізичним процесом, як, наприклад, поперечний переріз радіолокаційної поверхні моря.
Радіолокаційні системи високої частоти (ВЧ) вимірюють швидкість і напрямок поверхневих течій океану у близькому до дійсного, часі. Течії в океані, відповідають вітрам в атмосфері, тому що вони рухаються разом — з одного місця в інше. Ці течії переносять поживні, а також забруднювальні речовини, тому важливо знати їх напрямки з екологічних й економічних міркувань. Потоки переносять плавальні об'єкти, тому пошуково-рятувальні служби берегової охорони використовують радіолокаційні дані HF, задля прийняття важливих рішень під час рятування пошкоджених суден і людей, що застрягли у воді.
Ці радари можуть вимірювати течії на великому просторі прибережного океану, від декількох кілометрів від берега до 200 км, і можуть працювати за будь-яких погодних умов. Їх розташовано неподалік від краю води, і їм не треба бути розміщеними на найвищій точці землі. HF радари є єдиними давачами, які можуть досліджувати великі площі відразу.
Радіолокаційні приймачі можуть бути когерентними або некогерентними. Когерентні радіолокатори використовують ефект Доплера, а також амплітудну модуляцію, натомість, некогерентні радари, вимірюють лише амплітудною модуляцією. Отже, некогерентне радіолокаційне відлуння, містить менше інформації про властивості поверхні моря. Прикладами некогерентних РЛС є звичайні морські навігаційні радари.
Енергія від зворотного розсіювання морської поверхні у залежності від кута
Передавач сигналу радара може бути немодульованим, безперервної хвилі, або модульованим чи імпульсним. Радар немодульованої безперервної хвилі, не має дозволу за дальністю, але може вирішити завдання на основі різної швидкості, у той час як, модульований або імпульсний радар, може використати луна-сигнали від різних діапазонів.
Продуктивність хвильового радара
Дуже залежить від:
- режиму роботи або геометрії вимірювання (вертикального або площинного);

- класу системи (пряма чи непряма);

Радар

- частоти роботи радіолокаційного сигналу (немодульований CW або модульований / імпульсний);
- типу приймача (когерентний або некогерентний);
- властивості радіолокаційної антени;

Методи дистанційного зондування
Шукачі НВЧ (надвисокої частоти) — діапазону також працюють у вертикальному режимі на частотах ГГц, і не так страждають від туману і бризок води, як лазерний висотомір. Безперервна частота хвилі модульованого (CWFM) або імпульсного сигналу радара, як правило, використовується для забезпечення роздільної здатності за дальністю. Промені дисперсійні, отже, і розмір відбитку лінійно зростає з діапазоном.

### Двочастотний НВЧ-радар
Двочастотний НВЧ-радар, випромінює дві мікрохвильові частоти одночасно. Поділ частот обирається так, щоби дати довге «просторове відбиття», яке знаходиться у межах хвиль на поверхні рідини, що представляють цікавість. Двочастотний радар може розглядатися як мікрохвильовий еквівалент високої частоти (ВЧ) радара. РЛС подвійної частоти, підходить для вимірювання поверхневих течій. Що стосується вимірювання хвилі, процеси зворотного розсіювання занадто складні.

### КХв радар
Короткохвильові радари, добре показали себе як потужний інструмент для вимірювання течій на морі на відстані до 200 км. Вони працюють у ВЧ та НВЧ-діапазоні частот, що відповідає довжині хвилі радара у діапазоні від 10 до 300 м. Доплерівське зрушення першого порядку Брегга ліній радіолокаційного луна-сигналу, використовується для отримання поточних оцінок на морі дуже схожим чином, як і для мікрохвильового радара подвійної частоти. Потрібно, як правило, дві радарні установки, які спостерігають ту саму ділянку морської поверхні під різними кутами. Останнє покоління берегових океанських радарів, може сягати більше 200 кілометрів. Для усіх океанічних радарів, точність у діапазоні відмінна. На більш коротких відстанях, роздільна здатність за дальністю, стає меншою. Кутова роздільна здатність і точність, залежить від використовуваної конфігурації антенної ґратки і прикладних алгоритмів (пеленгації або формування променю). Система WERA забезпечує можливість використовувати обидва методи; компактну версію з пеленгацією, або антенною системою типу масив, з методами, що утворюють жмут.

### Військові високочастотні радари

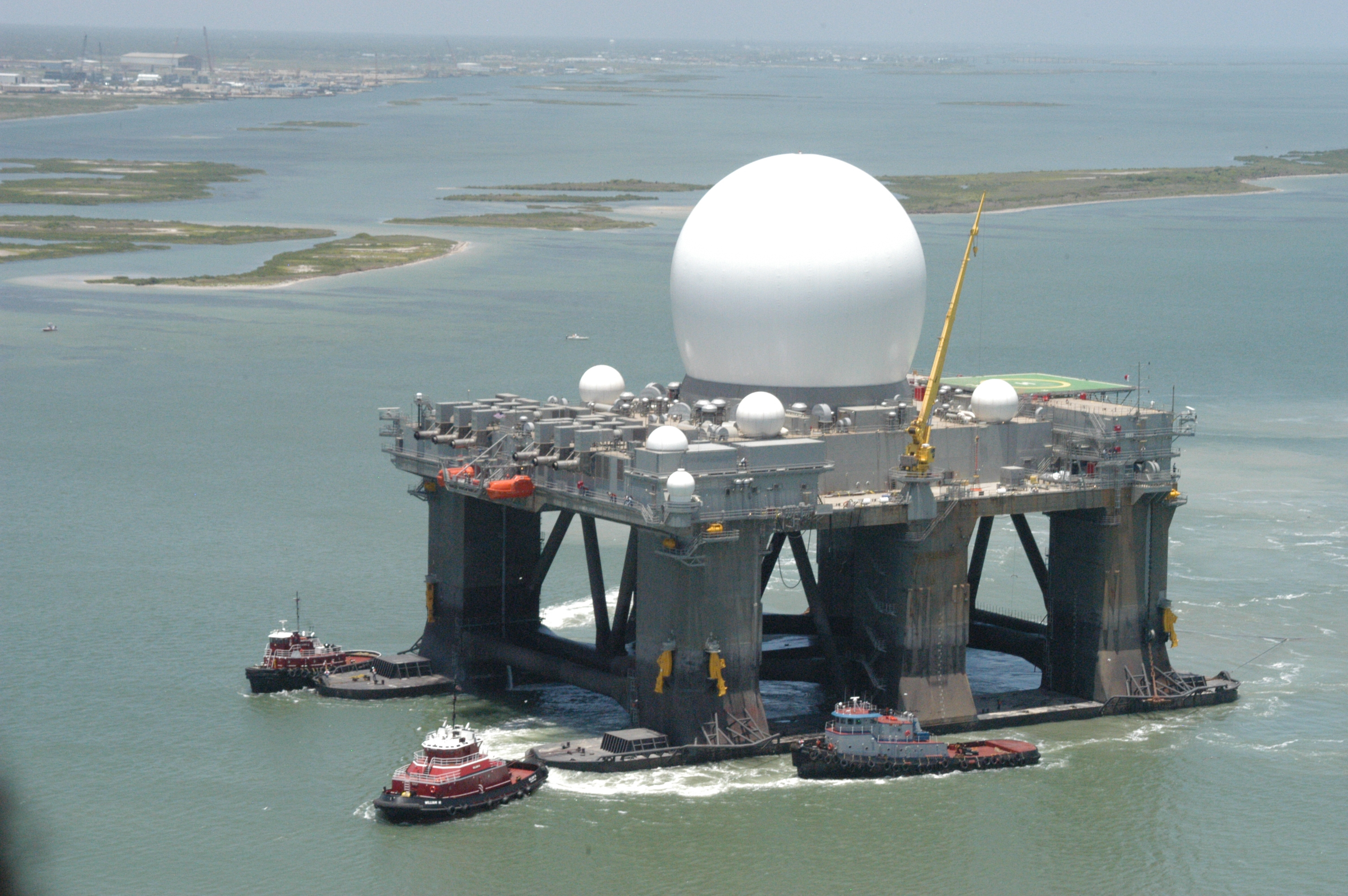
Плаваючий радіолокатор Х-діапазону, Гаваї

Удосконалення високочастотних радарів у Китайській Народній Республіці та Російській Федерації дозволяє знизити ефективність технології «стелс» на винищувачах F-22 і F-35.
Стелс — покриття на винищувачах п'ятого покоління, що захищає літак від високочастотних радарів, які працюють у смугах частот Ku, X і C і деяких з S групи, але не від низькочастотних систем з використанням L, UHF і VHF довжин хвиль.
Китай і Російська федерація у 2010-і роки працювали над розробкою низькочастотних радарів з більшою обчислювальною потужністю, призначених для відстеження літаків «стелс» з точністю, достатньою для наведення на них зенітних ракет. Це є свідченням тенденції зниження робочих частот радарів керування вогнем.

## Завадозахищеність
Найефективнішим методом протидії активним завадам є застосування в РЛС цифрової антенної решітки, яка забезпечує формування «нулів» у діаграмі спрямованості у напрямках постановників завад.